# Elleanthus pastoensis
Elleanthus pastoensis är en orkidéart som beskrevs av Rudolf Schlechter. Elleanthus pastoensis ingår i släktet Elleanthus och familjen orkidéer.
Artens utbredningsområde är Colombia. Inga underarter finns listade i Catalogue of Life.